# Anton Adriaan Paling
Anton Adriaan Paling (Rotterdam, 14 september 1835 – Nijmegen, 12 oktober 1922) was een Nederlands organist en pianobouwer.
Hij was zoon van pianobouwer Jan Hendrik Paling en Aagje Paling. Hijzelf was getrouwd met Maria Antoinette Boon. Hij was ridder in de Portugese Koninklijke Militaire Orde van onze Heer Jezus Christus (Ordem Militar de Cristo) en officier in de Venezolaanse Orde van de Buste van Bolivar. Broer Willem Hendrik Paling was musicus en stichtte een pianofabriek in Australië.
Zijn loopbaan begon als organist van de Engelse Presbyteriaanse kerk in Rotterdam; hij vervulde die functie van 1869 tot 1875. Daarna ging aan de slag in de fabriek van zijn vader (J.H. Paling & Co) die hij in 1879 (overlijden vader) overnam en zette het bedrijf tot zijn dood voort. Zijn dochter Maria Antonette Palling en schoonzoon Regnerus Cannagieter zetten de zaak toen nog even voort. Wanneer Cannegieter in 1925 overlijdt, wordt de fabriek/handel overgenomen door de firma Quispel.